# عكس الاتجاه ومع الاتجاه (دنا)

توضيح لمفهومي عكس الاتجاه (Upstream) ومع الاتجاه (downstream) في قطعة دنا مزدوجة السلاسل.

عكس الاتجاه ومع الاتجاه (بالإنجليزية: upstream and downstream)‏ أو مع وعكس المسار أو المنبع والمصب في علم الأحياء الجزيئي وعلم الوراثة تشير إلى مواقع نسبية في الشيفرة الجينية للدنا أو الرنا. كل سلسلة من الدنا أو الرنا لها نهاية 5' ونهاية 3' سميت كذلك حسب ذرة الكربون الحرة الخاصة بالريبوز (أو الريبوز منقوص الأكسجين). بالاتفاق، للمصطلحين عكس الاتجاه ومع الاتجاه صلة بالاتجاه 5' إلى 3' الذي يتم فيه نسخ الرنا. عكس الاتجاه هو نحو النهاية 5' لجزيء الرنا ومع الاتجاه هو نحو النهاية 3'. في حالة سلسلة دنا مزدوجة، عكس الاتجاه هو نحو النهاية 5' للسلسة المشفرة للجين المتحدث عنه ومع الاتجاه هو نحو النهاية 3' لها. نظرا لطبيعة الدنا في التوازي المتضاد، يعني ذلك أن النهاية 3' للسلسلة القالب هي عكس الاتجاه للجين والنهاية 5' هي مع الاتجاه.
يمكن أن تُنسخ بعض الجينات على نفس جزيئة الدنا في اتجاهين متعاكسين. هذا يعني أن الوضعيات عكس الاتجاه ومع الاتجاه الخاصة بالجزيء يمكن أن تتبدل حسب الجين الذي يُستَعمل كمرجع.